# 清油河镇
清油河镇，是中华人民共和国陕西省商洛市商南县下辖的一个乡镇级行政单位。

## 行政区划
清油河镇下辖以下地区：
清油河村、洋桥村、吊庄村、耀昌沟村、涧场村、后湾村、团坪村、油坪村、前山村、碾子沟村和峡联村。